# Landos
Landos é uma comuna francesa na região administrativa de Auvérnia-Ródano-Alpes, no departamento de Alto Loire. Estende-se por uma área de 35,93 km². Em 2010 a comuna tinha 907 habitantes (densidade: 25,2 hab./km²).